# Jens Müller

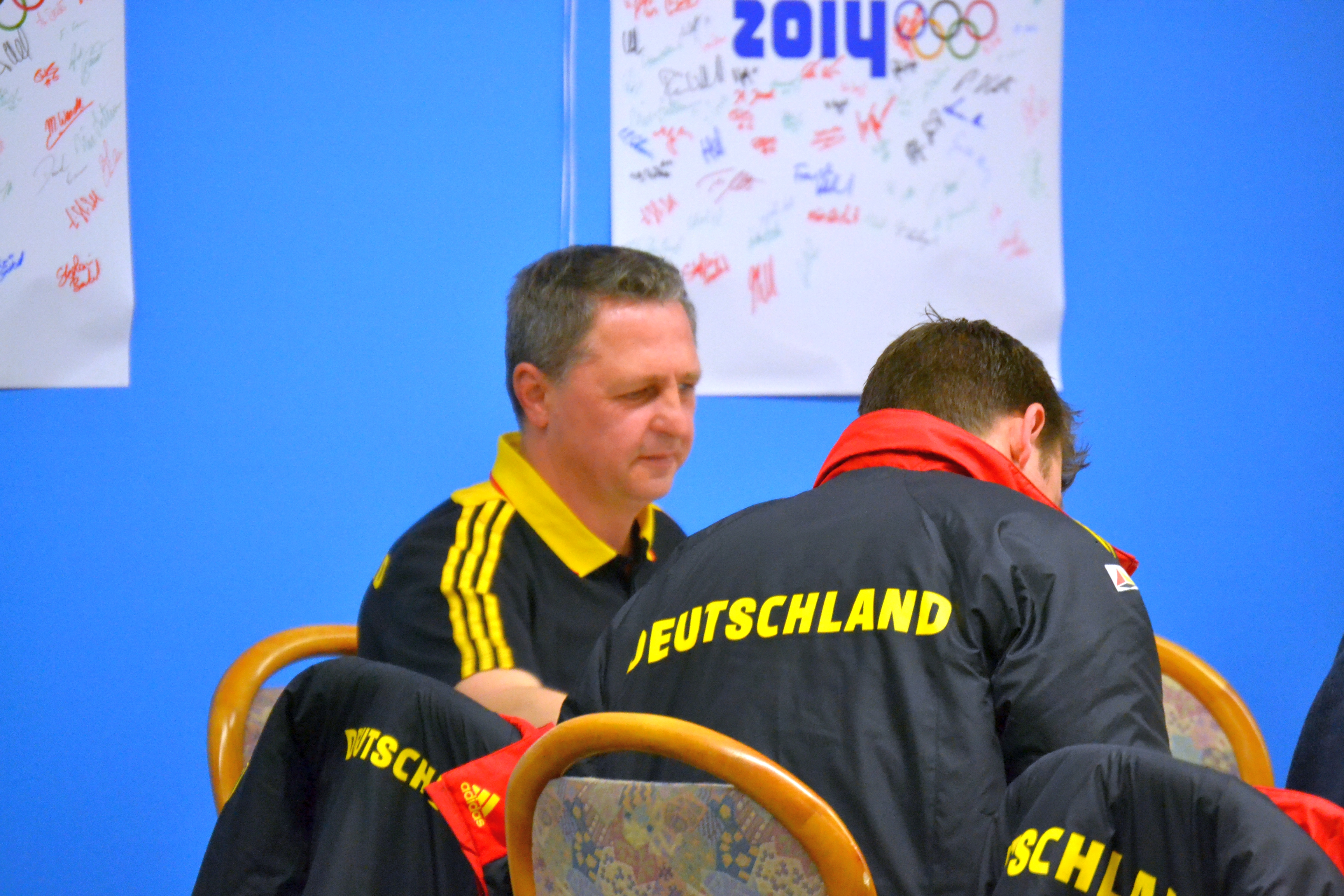
Müller nel 2014

Jens Müller (Torgau, 6 luglio 1965) è un ex slittinista tedesco, vincitore di una medaglia d'oro ai Giochi olimpici di Calgary 1988. Prima della riunificazione della Germania (1990), ha gareggiato per la nazionale tedesca orientale di slittino.

## Biografia
Iniziò a gareggiare per la nazionale tedesca orientale nelle varie categorie giovanili nella specialità del singolo, ottenendo una medaglia d'oro ai campionati mondiali juniores.
Esordì in Coppa del Mondo nella stagione 1984/85, conquistò il primo podio, nonché la prima vittoria, il 10 marzo 1985 nel singolo ad Oberhof. In classifica generale si è piazzato per tre volte al secondo posto nel singolo: nel 1988/89, nel 1996/97 e nel 1999/00.
Prese parte a quattro edizioni dei Giochi olimpici invernali, sempre nel singolo: a Calgary 1988 conquistò la medaglia d'oro, ad Albertville 1992 si piazzò al quinto posto, a Lillehammer 1994 giunse ottavo ed a Nagano 1998 vinse la medaglia di bronzo.
Ai campionati mondiali ottenne quattro medaglie d'oro, una nel singolo e tre nella gara a squadre, nonché sette d'argento e tre di bronzo. Nelle rassegne continentali vinse cinque titoli continentali, due nel singolo e tre nella gara a squadre, oltre a due medaglie d'argento ed una di bronzo.
Si ritirò dall'attività agonistica al termine della stagione 2000/01 e dal 2002 al 2018 ha ricoperto il ruolo di capo allenatore della nazionale tedesca di skeleton.

## Palmarès

### Olimpiadi
- 2 medaglie:
  - 1 oro (singolo a Calgary 1988);
  - 1 bronzo (singolo a Nagano 1998).

### Mondiali
- 14 medaglie:
  - 4 ori (gara a squadre a Calgary 1990; gara a squadre a Winterberg 1991; gara a squadre a Lillehammer 1995; singolo a Sankt Moritz 2000);
  - 7 argenti (singolo ad Igls 1987; singolo, gara a squadre a Winterberg 1989; gara a squadre ad Altenberg 1996; gara a squadre ad Igls 1997; singolo a Königssee 1999; gara a squadre a Sankt Moritz 2000);
  - 3 bronzi (singolo ad Oberhof 1985; singolo a Calgary 1990; singolo ad Altenberg 1996).

### Europei
- 8 medaglie:
  - 5 ori (gara a squadre ad Igls 1990; singolo, gara a squadre a Sigulda 1996; gara a squadre ad Oberhof 1998; singolo a Winterberg 2000);
  - 2 argenti (singolo ad Hammarstrand 1986; gara a squadre a Königssee 1988);
  - 1 bronzo (singolo ad Igls 1990).

### Mondiali juniores
- 1 medaglia:
  - 1 oro (singolo a Bludenz 1984).

### Coppa del Mondo
- Miglior piazzamento in classifica generale nel singolo: 2° nel 1988/89, nel 1996/97 e nel 1999/00.
- 40 podi (tutti nel singolo):
  - 10 vittorie;
  - 23 secondi posti;
  - 7 terzi posti.

#### Coppa del Mondo - vittorie
| Data             | Luogo      | Paese          | Disciplina |
| ---------------- | ---------- | -------------- | ---------- |
| 10 marzo 1985    | Oberhof    | Germania Est   | Singolo    |
| 8 febbraio 1987  | Königssee  | Germania Ovest | Singolo    |
| 11 dicembre 1988 | Sarajevo   | Jugoslavia     | Singolo    |
| 18 dicembre 1988 | Igls       | Austria        | Singolo    |
| 2 dicembre 1990  | Oberhof    | Germania       | Singolo    |
| 22 novembre 1992 | Igls       | Austria        | Singolo    |
| 18 dicembre 1994 | Calgary    | Canada         | Singolo    |
| 17 dicembre 1995 | Winterberg | Germania       | Singolo    |
| 30 gennaio 2000  | Igls       | Austria        | Singolo    |
| 14 gennaio 2001  | Igls       | Austria        | Singolo    |